# Praia Inhame
Praia Inhame és una platja situada a la zona més al sud i a la costa sud de l'illa de São Tomé a São Tomé i Príncipe. La platja és gairebé al sud-oest de Porto Alegre i la Carretera Nacional 2. La platja està situada a uns 3 km al nord de l'Equador.
La platja es troba al sud de l'illa. Té forma de mitja lluna, té un quilòmetre de llarg i 10-20 metres d'ample, i està envoltada pel bosc gairebé com totes les platges de l'illa. Les plantacions no estan situades al voltant de l'àrea de la platja, tret de la part mitjana. Les platges properes són Praia Cabana al costat del petit punt de l'est i Praia Piscina més a l'oest. Un monticle es troba al nord.
Hi ha un complex d'hotel i vila, construït al voltant de finals del segle, es diu Praia Inhame Eco Lodge. Està comunicat amb un camí de terra que uneix la carretera amb la part oest de l'illa, ja que no es connecta a Neves i Porto Alegre i la carretera nacional. Al sud hi ha el Canal da Rolas que separa l'Ilhéu das Rolas al sud.
S'hi ha trobat una nova espècie de serp a la zona de la platja l'any 2017 que s'anomenaria Naja peroescobari anomenada per l'explorador portuguès del segle xv Pêro Escobar, un dels tres que va descobrir l'illa en 1471.